# سول بيرلموتر

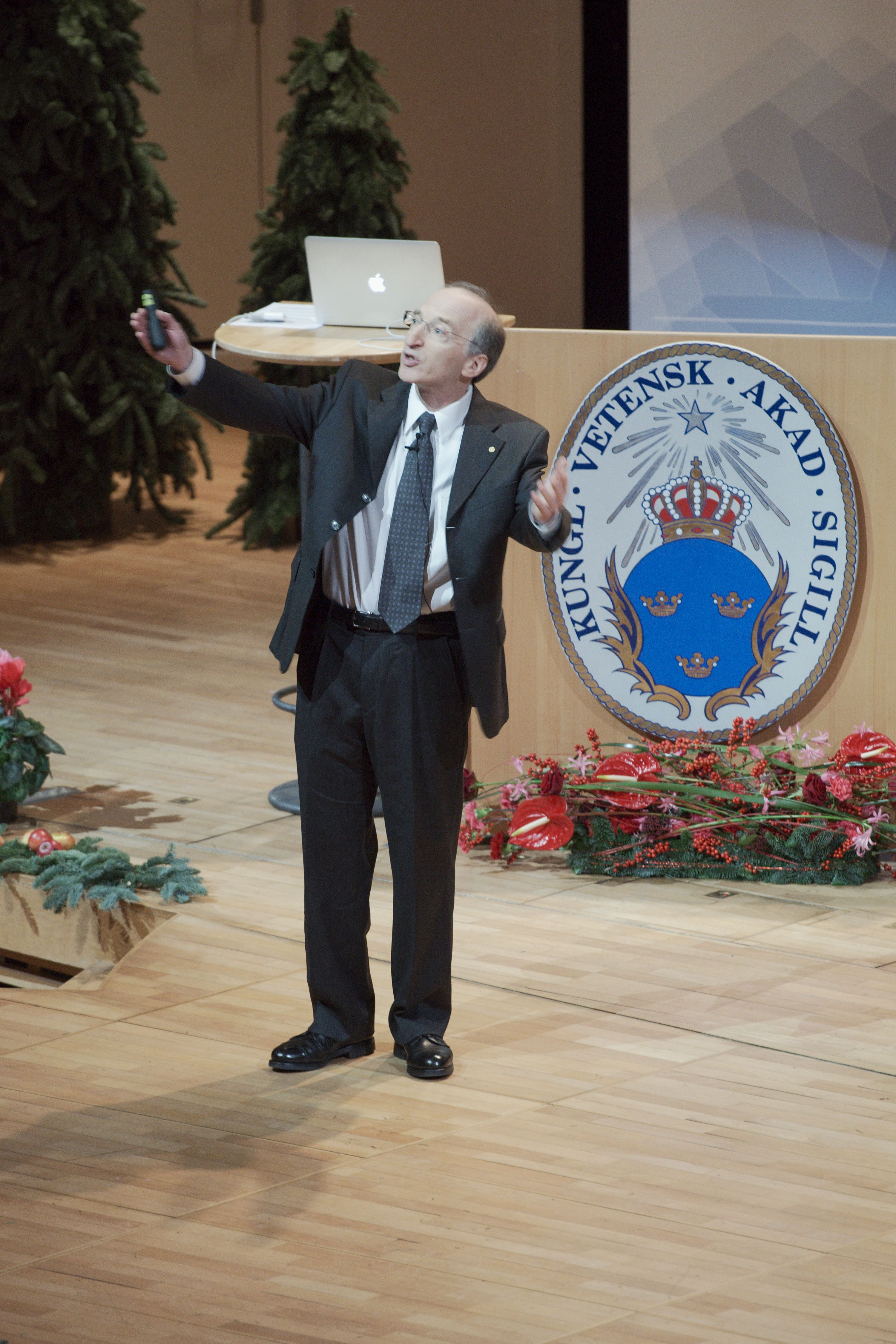
بيرلماتر يقدم محاضرة نوبل في Aula Magna

سول بيرلموتر (بالإنجليزية: Saul Perlmutter)‏ (مواليد عام 1959) عالم أمريكي في الفيزياء الفلكية. حصل في عام 2011 على جائزة نوبل في الفيزياء مناصفة مع آدم ريس وبريان شميدت وذلك لتقديم أدلة على أن توسع الكون يتسارع، كما كان قد حصل في العام ذاته ـ مشاركة مع آدم ريس ـ على قلادة ألبرت أينشتاين.

## وصلات خارجية
- سول بيرلموتر على موقع IMDb (الإنجليزية)
- سول بيرلموتر على موقع الموسوعة البريطانية (الإنجليزية)
- سول بيرلموتر على موقع مونزينجر (الألمانية)
- سول بيرلموتر على موقع ميوزك برينز (الإنجليزية)
- سول بيرلموتر على موقع إن إن دي بي (الإنجليزية)